# Кристиан Гюнтер III (князь Шварцбург-Зондерсгаузена)
Кристиан Гюнтер I (III) Шварцбург-Зондерсгаузенский (нем. Christian Günther I. (III.) von Schwarzburg-Sondershausen; 24 июня 1736, Эбелебен — 14 октября 1794, Зондерсхаузен) — князь Шварцбург-Зондерсгаузена в 1758—1794 годах.

## Биография
Князь Кристиан Гюнтер I — сын принца Августа I Шварцбург-Зондерсгаузенского и его супруги принцессы Шарлотты Софии (1696—1762), дочери князя Карла Фридриха Ангальт-Бернбургского. Кристиан Гюнтер I пришёл к власти в Шварцбург-Зондерсгаузене после смерти бездетного дяди Генриха в 1758 году. Отец Кристиана Гюнтера принц Август, который должен был наследовать старшему брату, умер ещё в 1750 году.
Возглавив Шварцбург-Зондерсгаузен, 22-летний князь Кристиан Гюнтер столкнулся со многими проблемами, возникшими в связи с Семилетней войной. Несмотря на свой молодой возраст, князь со всем усердием взялся за восстановление своего государства. Он прослыл экономным правителем и семьянином, тратившим все накопления на монументальное строительство. Князь Кристиан Гюнтер реконструировал свою резиденцию в Зондерсгаузене, увеличив размеры северного корпуса и пристроив к западному корпусу знаменитый «голубой зал». В Альменгаузене и Зондерсгаузене были возведены крупные сооружения. Капитальная реконструкция была проведена во дворце в Эбелебене, где князь провёл детство. Дворцовый парк украсили скульптуры и фонтаны. Князю Кристиану Гюнтеру наследовал его старший сын Гюнтер Фридрих Карл.

## Потомки
4 февраля 1760 года Кристиан Гюнтер I женился на кузине, принцессе Шарлотте Вильгельмине (1737—1777), дочери князя Виктора Фридриха Ангальт-Бернбургского. У супругов родились:
- Гюнтер Фридрих Карл (1760—1837), князь Шварцбург-Зондерсгаузена
- Екатерина Шарлотта Фридерика Альбертина (1761—1801), замужем за принцем Фридрихом Кристианом Карлом Альбертом Шварцбург-Зондерсгаузенским
- Гюнтер Альбрехт Август (1767—1833), принц Шварцбург-Зондерсгаузенский
- Каролина Августа Альбертина (1769—1819), деканисса Херфордского монастыря
- Альбертина Вильгельмина Амалия (1771—1829), замужем за герцогом Фердинандом Вюртембергским
- Иоганн Карл Гюнтер (1772—1842), принц Шварцбург-Зондерсгаузенский